# ティサウグの毒殺者
ティサウグの毒殺者、あるいはナジレヴのエンジェル・メーカーはハンガリー、ナジレヴなど近隣の村々に居住していた女性の集団。1914年から1929年にかけて推定300人を毒殺した。彼女たちはファゼカシュ・ユリウシュの妻で助産師ファゼカシュ・ジュジャンナことファゼカシュ・ジュラニ・オラ・ジュジャンナに目的のため砒素を支給されていた。また後年の調査では他の女性たちは毒の分布も果たしていたことが分かっている。
ナジレヴという村でのケースが著名だが、それ以外にもティサウグのベーケーシュ県やチョングラード県、ザラ県、さらに少数ではあるが似た毒殺事件がTiszakürt、Ócscske、Tiszaföldvár、Kunszentmárton、Mesterszállások、Öcsödなどの村や町で見られる。
彼女たちの話はドキュメンタリー映画『The Angelmakers』の主題となった。